# Sophie Cauvin
 (novembre 2024).
Si vous disposez d'ouvrages ou d'articles de référence ou si vous connaissez des sites web de qualité traitant du thème abordé ici, merci de compléter l'article en donnant les références utiles à sa vérifiabilité et en les liant à la section « Notes et références ».
 (novembre 2024).
Pour les articles homonymes, voir Cauvin.
Sophie Cauvin est une artiste peintre belge née le 2 avril 1968 à Braine-l'Alleud.

## Formation
Elle a fait ses humanités et a poursuivi en peinture et sculpture ses études supérieures à l’Académie royale des beaux-arts de Bruxelles avec Jean-Marie Mathot, Daniel Pelletti, André Ruelle et Charles Szymkowicz.

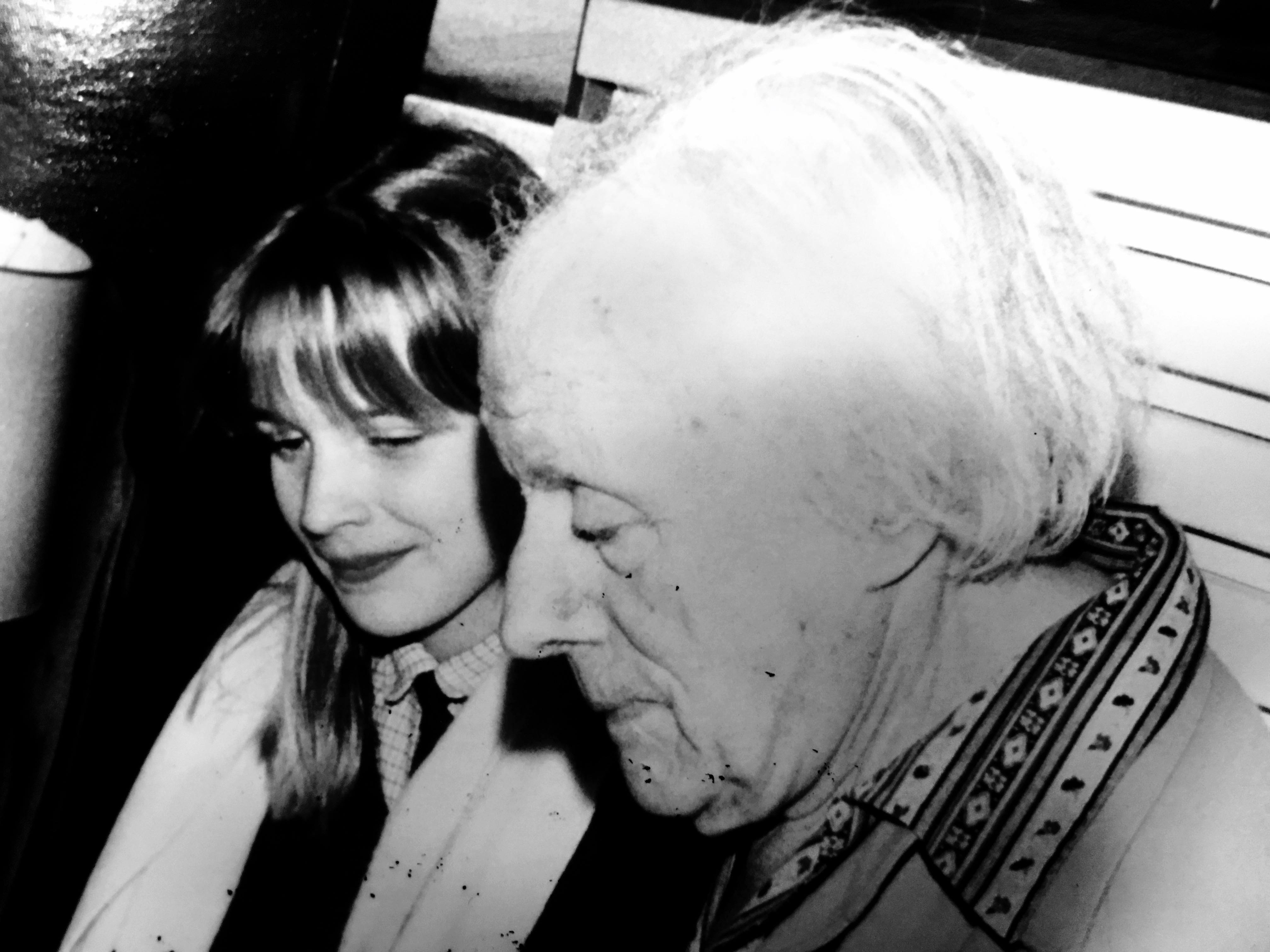
Paul Delvaux et Sophie Cauvin

## Mentions  honorifiques
- 2017 Chevalier des Arts et des Lettres[1]

## Expositions

### 2015
- Exposition personnelle - Musée D’Ixelles - Belgique[2]

## Médias

### Télévision
- 2016 Face à face, RTL - TVI
- 2015 «L’affiche », Télé Bruxelles
- 2015 « L’invitation », RTBF
- 2002 Parcours alchimique, Télé Bruxelles.
- 2000 Intérieur nuit, L'Occident 8c l'Orient, RTBF.
- 1999 Le loft, Portrait d'artiste, Event TV.
- 1999 Portrait d'artiste, TV Com.
- 1998 Portrait d'artiste, TV Brussel.

### Film
- 2024 On Melting Snow réalisateur Mojtaba Bahadori

Prix des Nations Unies 2024, COP 29 au Festival international du film de Dokubaku, Azerbaijan.

### Radio
- 2015 Musiq’3
- 2000 Portrait d'artiste, RTBF Namur.

### Articles divers
- Véronique Bergen, De la peinture comme corps à corps avec la matière. Entretien avec Sophie Cauvin, in les Cahiers Internationaux de Symbolisme, n°107-108-109, 2004.
- Véronique Bergen, Sophie Cauvin, Paysages intérieurs, entretien in catalogue d’exposition de la Galerie Guy Pieters, Knokke-Le-Zoute, mai 2010.